# Liška džunglová
Liška džunglová či liška šedorudá (Vulpes bengalensis) je drobná šelma z čeledi psovitých (Canidae). Je endemitem Indického subkontinentu. Obývá území od Himálajského úpatí a roviny Teraje na pomezí Indie a Nepálu přes jižní Indii a jižní a východní Pákistán až po východní Indii a jihovýchodní Bangladéš.

## Popis
Liška džunglová je poměrně malá liška s podlouhlým čenichem, dlouhýma a špičatýma ušima a s huňatým ohonem, kteří tvoří cca 50 až 60 % z celkové délky hlavy a těla. Srst na hřbetě má obvykle šedou barvu, na břiše je světlejší; nohy jsou nahnědlé nebo rezavé. Její huňatý ocas je na konci černý. Uši jsou tmavě hnědé s černými okraji. U lišek džunglových se vyvinulo několik desítek nezvyklých barevných variant od zlaté až po krémovou, ale obecně stále platí, že je základní zbarvení šedé až světle hnědé.
- délka těla bez ocasu: 39–70 cm[2]
- délka ocasu: 25–32 cm[2]
- výška v kohoutku: cca 25 cm
- hmotnost: cca 2–4 kg

## Biologie
Lišky džunglové upřednostňují sušší stanoviště s vhodným terénem pro jejich styl lovu a hrabání nor. V některých oblastech v Nepálu a Indii se vyskytují v nadmořské výšce až 1500 m. Jsou aktivní hlavně večer, v regionech s příznivým klimatem i za dne. Zřejmě žijí ve stálých párech, ale loví většinou po jednom. Většinu času tráví ve svých norách, které mohou být buď tzv. jednoduché, nebo složité, jež mají větší počet vchodů a jsou dlouhé i několik metrů. Nora je pro tyto lišky důležitou součástí života – většinou v ni konzumují potravu, přespávají zde a vychovávají zde svá mláďata.
Jejich potravu tvoří obvykle malí hlodavci, plazi, krabi, termiti, hmyz, ptáci a jejich vejce, ale také rostlinná potrava nebo ovoce.
Březost trvá 50–53 dní a samice rodí nejčastěji 2–4 mláďata, o která následně pečuje po dobu 4–5 měsíců.
Stále jsou loveny pro kůži a maso, a také v rámci sportovního lovu. V některých případech jsou dokonce části jejich těla užívány v tradiční medicíně a kultuře.